# Cuvat

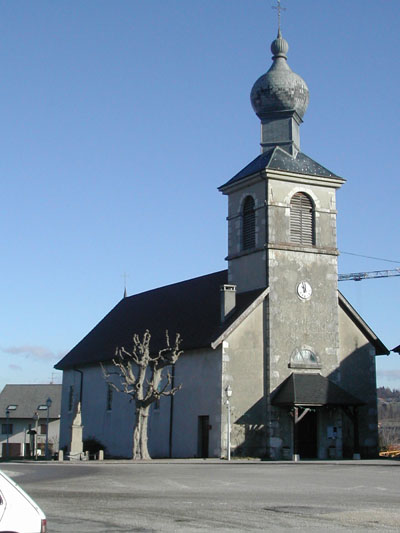
Kościół św. Donata z 1854 roku (2006)

Cuvat – miejscowość i gmina we Francji, w regionie Owernia-Rodan-Alpy, w departamencie Górna Sabaudia.
Według danych na rok 1990 gminę zamieszkiwało 518 osób, a gęstość zaludnienia wynosiła 110 osób/km² (wśród 2880 gmin regionu Rodan-Alpy Cuvat plasuje się na 1130. miejscu pod względem liczby ludności, natomiast pod względem powierzchni na miejscu 1538.).